# Atletica leggera ai Giochi della XXXI Olimpiade - Getto del peso maschile

Video ufficiale della Finale

Ai Giochi della XXXI Olimpiade, che si sono tenuti a Rio de Janeiro nel 2016, la competizione di getto del peso maschile si è svolta il 18 agosto presso lo Stadio Nilton Santos.

## Presenze ed assenze dei campioni in carica
Per i campionati europei si considera l'edizione del 2014.
| Competizione             | Atleta               | Prestazione    | Rio 2016  |
| ------------------------ | -------------------- | -------------- | --------- |
| Olimpiadi 2012           | Tomasz Majewski      | 21,89 m        | Presente  |
| Commonwealth 2014        | O'Dayne Richards     | 21,61 m        | Presente  |
| Europei 2014             | David Storl          | 21,41 m        | Presente  |
| Panamericani 2015        | O'Dayne Richards     | 21,69 m        | Presente  |
| Africani 2015            | Franck Elemba        | 20,25 m        | Presente  |
| Mondiali 2015            | Joe Kovacs           | 21,93 m        | Presente  |
|                          |                      |                |           |
| Olimpiadi giovanili 2010 | Krzysztof Brzozowski | 23,23 m (5 kg) | Non qual. |
| Mondiali junior 2012     | Jacko Gill           | 22,20 m (6 kg) | Presente  |

## La gara
Il miglior lancio di qualificazione è di Ryan Crouser (Stati Uniti) con 21,59. Il brasiliano Darlan Romani stabilisce il record nazionale con 20,94. Il 20,40 del rumeno Andrei Gag è il miglior lancio mai effettuato da un atleta che non si è qualificato per la finale.
Al primo turno di finale Darlan Romani si migliora con 21,02. Sorprende il congolese Franck Elemba, che scaglia la palla di ferro a 21,20 stabilendo anch'egli il primato nazionale.

La corsa per l'oro sembra però riservata ai due americani Crouser e Kovacs (il terzo, Darrell Hill, è uscito in Qualificazione). Al primo turno Kovacs, campione del mondo in carica, lancia a 21,78 metri. Al secondo turno Crouser risponde con 22,22 metri, la miglior prestazione mondiale stagionale. Si migliora ulteriormente nel turno successivo (22,26) e al quinto turno spara una bordata a 22,52 metri, stabilendo il nuovo record olimpico. Il precedente apparteneva al tedesco Est Ulf Timmermann, che vinse l'oro a Seul 1988.
Per quanto riguarda il terzo posto, al secondo turno il neozelandese Tomas Walsh eguaglia il 21,20 di Elemba. Il congolese non oltrepassa più la fettuccia dei 21 metri, invece Walsh ci riesce due volte: 21,36 al quinto e 21,25 all'ultimo lancio, prendendosi così il bronzo. Il quarto posto di Franck Elemba è comunque il miglior risultato in atletica leggera ottenuto alle Olimpiadi da un congolese.

## Risultati

### Qualificazione
Qualificazione: 20,65 m (Q) o le migliori 12 misure (q).
| Posizione | Gruppo | Nome               | Nazionalità               | Lanci   | Lanci   | Lanci   | Risultato | Note |
| Posizione | Gruppo | Nome               | Nazionalità               | 1°      | 2°      | 3°      | Risultato | Note |
| --------- | ------ | ------------------ | ------------------------- | ------- | ------- | ------- | --------- | ---- |
| 1         | B      | Ryan Crouser       | Stati Uniti               | 21,59 m |         |         | 21,59 m   | Q    |
| 2         | B      | Tomas Walsh        | Nuova Zelanda             | 21,03 m |         |         | 21,03 m   | Q    |
| 3         | B      | Darlan Romani      | Brasile                   | 20,94 m |         |         | 20,94 m   | Q    |
| 4         | A      | Jacko Gill         | Nuova Zelanda             | 20,19 m | 19,80 m | 20,80 m | 20,80 m   | Q    |
| 5         | A      | Joe Kovacs         | Stati Uniti               | 19,59 m | 20,73 m |         | 20,73 m   | Q    |
| 6         | B      | Konrad Bukowiecki  | Polonia                   | n       | 20,71 m |         | 20,71 m   | Q    |
| 7         | A      | Tomasz Majewski    | Polonia                   | 19,87 m | 20,56 m | 20,15 m | 20,56 m   | q    |
| 8         | A      | Stipe Žunić        | Croazia                   | 20,52 m | 20,47 m | 20,32 m | 20,52 m   | q    |
| 9         | B      | Damien Birkinhead  | Australia                 | 20,32 m | 20,41 m | 20,50 m | 20,50 m   | q    |
| 10        | B      | David Storl        | Germania                  | 20,47 m | n       | 20,30 m | 20,47 m   | q    |
| 11        | A      | Franck Elemba      | Rep. del Congo            | 19,94 m | 19,94 m | 20,45 m | 20,45 m   | q    |
| 12        | B      | O'Dayne Richards   | Giamaica                  | 19,38 m | 20,40 m | n       | 20,40 m   | q    |
| 13        | A      | Andrei Gag         | Romania                   | n       | n       | 20,40 m | 20,40 m   |      |
| 14        | A      | Borja Vivas        | Spagna                    | 19,62 m | 20,25 m | 20,21 m | 20,25 m   |      |
| 15        | B      | Asmir Kolašinac    | Serbia                    | 19,86 m | n       | 20,16 m | 20,16 m   |      |
| 16        | A      | Tim Nedow          | Canada                    | n       | 20,00 m | 19,72 m | 20,00 m   |      |
| 17        | B      | Carlos Tobalina    | Spagna                    | 19,98 m | 19,81 m | n       | 19,98 m   |      |
| 18        | B      | Michał Haratyk     | Polonia                   | 19,36 m | n       | 19,97 m | 19,97 m   |      |
| 19        | A      | Germán Lauro       | Argentina                 | 19,89 m | 19,56 m | 19,61 m | 19,89 m   |      |
| 20        | A      | Tomáš Staněk       | Rep. Ceca                 | 19,76 m | n       | 19,64 m | 19,76 m   |      |
| 21        | B      | Filip Mihaljević   | Croazia                   | 19,18 m | 19,69 m | 19,52 m | 19,69 m   |      |
| 22        | A      | Tobias Dahm        | Germania                  | 19,62 m | 19,59 m | 19,34 m | 19,62 m   |      |
| 23        | A      | Darrell Hill       | Stati Uniti               | 18,99 m | 19,56 m | 19,50 m | 19,56 m   |      |
| 24        | B      | Mesud Pezer        | Bosnia ed Erzegovina      | 19,06 m | 19,29 m | 19,55 m | 19,55 m   |      |
| 25        | B      | Georgi Ivanov      | Bulgaria                  | 19,08 m | 19,49 m | n       | 19,49 m   |      |
| 26        | A      | Hamza Alić         | Bosnia ed Erzegovina      | 19,48 m | n       | n       | 19,48 m   |      |
| 27        | A      | Nicholas Scarvelis | Grecia                    | 19,07 m | n       | 19,37 m | 19,37 m   |      |
| 28        | A      | Stephen Mozia      | Nigeria                   | n       | n       | 18,98 m | 18,98 m   |      |
| 29        | B      | Tsanko Arnaudov    | Portogallo                | n       | 18,88 m | n       | 18,88 m   |      |
| 30        | A      | Kemal Mešić        | Bosnia ed Erzegovina      | 18,84 m | n       | 18,78 m | 18,84 m   |      |
| 31        | B      | Benik Abrahamyan   | Georgia                   | 18,08 m | 18,72 m | 18,35 m | 18,72 m   |      |
| 32        | B      | Ivan Emilianov     | Moldavia                  | n       | n       | 17,83 m | 17,83 m   |      |
| 33        | A      | Ivan Ivanov        | Kazakistan                | n       | 17,38 m | n       | 17,38 m   |      |
| 34        | B      | Eldred Henry       | Isole Vergini Britanniche | 17,07 m | n       | 17,07 m | 17,07 m   |      |

### Finale
| Record mondiale      | Randy Barnes   | 23,12 m | Westwood | 20 maggio 1990    |
| Record olimpico      | Ulf Timmermann | 22,47 m | Seul     | 23 settembre 1988 |
| Capolista stagionale | Joe Kovacs     | 22,13 m | Eugene   | 27 maggio 2016    |

Giovedì 18 agosto, ore 20:30.
| Pos.    | Atleta            | Nazionalità    | 1ª prova | 2ª prova | 3ª prova | 4ª prova        | 5ª prova        | 6ª prova        | Misura  | Note             |
| ------- | ----------------- | -------------- | -------- | -------- | -------- | --------------- | --------------- | --------------- | ------- | ---------------- |
| Oro     | Ryan Crouser      | Stati Uniti    | 21,15 m  | 22,22 m  | 22,26 m  | 21,93 m         | 22,52 m         | 21,74 m         | 22,52 m | Record olimpico  |
| Argento | Joe Kovacs        | Stati Uniti    | 21,78 m  | n        | 21,52 m  | n               | n               | 21,35 m         | 21,78 m |                  |
| Bronzo  | Tomas Walsh       | Nuova Zelanda  | 20,54 m  | 21,20 m  | n        | 20,75 m         | 21,36 m         | 21,25 m         | 21,36 m |                  |
| 4       | Franck Elemba     | Rep. del Congo | 21,20 m  | 21,00 m  | 20,69 m  | 20,76 m         | 20,11 m         | n               | 21,20 m | Record nazionale |
| 5       | Darlan Romani     | Brasile        | 21,02 m  | 20,60 m  | 20,26 m  | n               | 20,61 m         | n               | 21,02 m | Record nazionale |
| 6       | Tomasz Majewski   | Polonia        | n        | n        | 20,72 m  | n               | n               | 20,52 m         | 20,72 m |                  |
| 7       | David Storl       | Germania       | n        | 20,48 m  | 20,64 m  | n               | 20,46 m         | 20,60 m         | 20,64 m |                  |
| 8       | O'Dayne Richards  | Giamaica       | n        | 20,64 m  | 20,34 m  | n               | n               | n               | 20,64 m |                  |
| 9       | Jacko Gill        | Nuova Zelanda  | 20,15 m  | 20,50 m  | 20,26 m  | Non qualificati | Non qualificati | Non qualificati | 20,50 m |                  |
| 10      | Damien Birkinhead | Australia      | 20,45 m  | n        | 20,02 m  | Non qualificati | Non qualificati | Non qualificati | 20,45 m |                  |
| 11      | Stipe Žunić       | Croazia        | 19,95 m  | 20,04 m  | 19,92 m  | Non qualificati | Non qualificati | Non qualificati | 20,04 m |                  |
|         | Konrad Bukowiecki | Polonia        | n        | n        | n        | Non qualificati | Non qualificati | Non qualificati | NM      |                  |